# Puccinia erianthicola
Puccinia erianthicola ist eine Ständerpilzart aus der Ordnung der Rostpilze (Pucciniales). Der Pilz ist ein Endoparasit der Süßgräser Andropogon condensatus und Erianthus angustifolius. Symptome des Befalls durch die Art sind Rostflecken und Pusteln auf den Blattoberflächen der Wirtspflanzen. Sie ist ein Endemit Brasiliens.

## Merkmale

### Makroskopische Merkmale
Puccinia erianthicola ist mit bloßem Auge nur anhand der auf der Oberfläche des Wirtes hervortretenden Sporenlager zu erkennen. Sie wachsen in Nestern, die als gelbliche bis braune Flecken und Pusteln auf den Blattoberflächen erscheinen.

### Mikroskopische Merkmale
Das Myzel von Puccinia erianthicola wächst wie bei allen Puccinia-Arten interzellulär und bildet Saugfäden, die in das Speichergewebe des Wirtes wachsen. Aecien oder Spermogonien der Art sind nicht bekannt. Die zimtbraunen Uredien des Pilzes wachsen auf der Unterseite der Blätter des Wirts. Ihre ebenfalls zimtbraunen Uredosporen sind breitoval bis kugelig, 23–28 × 20–24 µm groß und fein stachelwarzig. Die blattunterseitig wachsenden Telien der Art sind schwarzbraun und früh unbedeckt. Die hell haselnussbraunen Teliosporen der Art sind zwei- bis vierzellig, in der Regel ellipsoid bis langellipsoid und 32–42 × 16–20 µm groß. Ihre Stiele sind gelblich bis bräunlich und bis zu 40 µm lang.

## Verbreitung
Das bekannte Verbreitungsgebiet von Puccinia erianthicola umfasst lediglich Brasilien.

## Ökologie
Die Wirtspflanzen von Puccinia erianthicola sind Andropogon condensatus und Erianthus angustifolius. Der Pilz ernährt sich von den im Speichergewebe der Pflanzen vorhandenen Nährstoffen, seine Sporenlager brechen später durch die Blattoberfläche und setzen Sporen frei. Die Art verfügt über einen Entwicklungszyklus, von dem bislang lediglich Telien und Uredien sowie deren Wirt bekannt sind; Spermogonien und Aecien konnten dem Pilz nicht zugeordnet werden.